# Филон Александријски
Филон Александријски (грч. Φίλων, лат. Philo, око 20. године п. н. е. - око 40. године не.) био је јудејски научник и филозоф новоплатоновац. Један од оснивача Александријске егзегетске школе. Основни предмет његових анализа било је Мојсијево Петокњижје. Доктринарна јудаистичка мисао карактерише дела Филона Александријског као мисли које настају под снажним утицајем хеленизма. Егзегетски метод Филона искоришћен је и у делима Оригена, блаж. Августина, светог Амвросија Миланског и неких других ранохришћанских писаца.
Насупрот увреженом схватању да филозоф треба да се посвети изградњи себе и по својој савршености приближи богу, његов циљ је био да докаже онтолошку ништавност људских бића.
Његови радови објављени су: "Philonis Opera quae supersunt", Берлин, 1896-1930; 1962-1963. Руски превод: Филон Јудејац, "Ο контемплативном животу“ - /Смирнов, „Терапеути и Филонови радови“, Кијев, 1909. Такође и у делу: „Текст Кумрана“, Москва, 1971. година, 1. део/
Филон је био Јеврејин из свештеничког рода, и живео је до око 40. године после Христа. Учио се у Александријској школи и повео се по духу Платонове науке. Због тога је и увео алегоријски смисао при тумачењу Светог писма. (Phot. Cod. 103)